# Curcuma
Curcuma L., 1753 è un genere di piante appartenente alla famiglia Zingiberaceae.
Le piante appartenenti a questo genere sono utilizzate a scopo alimentare e officinale.
La spezia più utile è Curcuma longa o zafferano delle indie (molto spesso indicata come curcuma senz'altre specificazioni). Il vivace colore giallo della radice polverizzata viene utilizzato come colorante alimentare del tutto innocuo; se ne segnala l'uso anche per i tessuti, ma sbiadisce rapidamente. In certe regioni dell'India una radice di curcuma appesa al collo della ragazza fa parte del rito della promessa matrimoniale.

## Tassonomia
Il genere comprende le seguenti specie:
- Curcuma aeruginosa Roxb., 1810
- Curcuma albiflora Thwaites, 1861

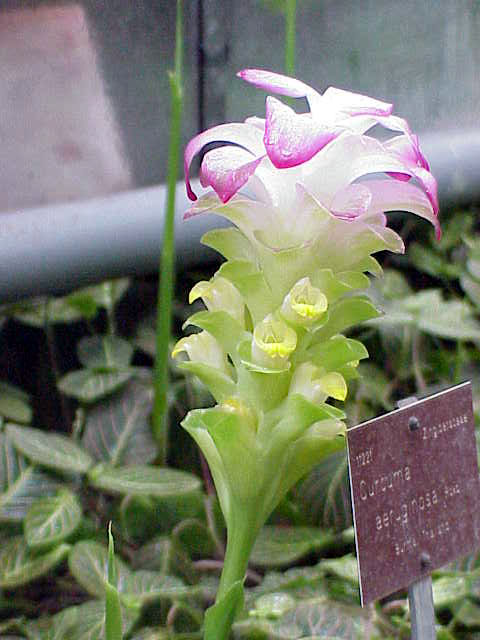
Curcuma aeruginosa

- Curcuma alismatifolia Gagnep., 1903
- Curcuma amada Roxb., 1810
- Curcuma amarissima Roscoe, 1826
- Curcuma andersonii (Baker) Škorničk.
- Curcuma angustifolia Roxb., 1810
- Curcuma antinaia Chaveer. & Tanee
- Curcuma arida Škorničk. & N.S.Lý
- Curcuma aromatica Salisb., 1808
- Curcuma attenuata Wall. ex Baker, 1890
- Curcuma arracanensis W.J.Kress & V.Gowda
- Curcuma aurantiaca van Zijp, 1915
- Curcuma australasica Hook.f., 1867
- Curcuma bakeriana Hemsl., 1892
- Curcuma bella Maknoi, K.Larsen & Sirirugsa
- Curcuma bhatii R.M. Smith) Skornick. & M. Sabu, 2005
- Curcuma bicolor Mood & K.Larsen, 2001
- Curcuma caesia Roxb., 1810
- Curcuma campanulata (Kuntze) Škorničk.
- Curcuma candida (Wall.) Techapr. & Škorničk.
- Curcuma cannanorensis R.Ansari, V.J.Nair & N.C.Nair
- Curcuma caulina J.Graham
- Curcuma ceratotheca K. Schum., 1899
- Curcuma clovisii Škorničk.
- Curcuma cochinchinensis Gagnep., 1907
- Curcuma codonantha Škorničk., 2003
- Curcuma coerulea K. Schum., 1904
- Curcuma colorata Valeton, 1918
- Curcuma comosa Roxb., 1810
- Curcuma cordata Wall.
- Curcuma coriacea Mangaly & M. Sabu, 1989
- Curcuma corniculata Škorničk.
- Curcuma cotuana Luu, Škorničk. & H.Ð.Trần
- Curcuma decipiens Dalzell, 1850
- Curcuma ecomata Craib, 1912
- Curcuma elata Roxb., 1820
- Curcuma euchroma Valeton, 1918
- Curcuma exigua N. Liu, 1987
- Curcuma ferruginea Roxb., 1810
- Curcuma flammea Škorničk.
- Curcuma flaviflora S.Q. Tong, 1986
- Curcuma glans K. Larsen & Mood, 2001
- Curcuma glauca (Wall.) Škorničk.
- Curcuma gracillima Gagnep., 1903
- Curcuma graminifolia (K.Larsen & Jenjitt.) Škorničk.
- Curcuma grandiflora Wall. ex Baker, 1892
- Curcuma gulinqingensis N.H.Xia & Juan Chen
- Curcuma haritha Mangaly & M. Sabu, 1993
- Curcuma harmandii Gagnep., 1907
- Curcuma heyneana Valeton & van Zijp, 1917
- Curcuma inodora Blatt., 1930 publ. 1931
- Curcuma involucrata (King ex Baker) Škorničk.
- Curcuma karnatakensis Amalraj, 1991
- Curcuma kayahensis Nob.Tanaka & M.M.Aung
- Curcuma kudagensis Velayudhan, V.S. Pillai & Amalraj, 1990
- Curcuma kwangsiensis S.G. Lee & C.F. Liang, 1977
- Curcuma larsenii C. Maknoi & T. Jenjittikul, 2006
- Curcuma latiflora Valeton, 1913
- Curcuma latifolia Roscoe, 1825
- Curcuma leonidii Škorničk. & Luu
- Curcuma leucorrhiza Roxb., 1810
- Curcuma loerzingii Valeton, 1918
- Curcuma longa L., 1753
- Curcuma longispica Valeton, 1918
- Curcuma macrochlamys (Baker) Škorničk.
- Curcuma mangga Valeton & van Zijp, 1917
- Curcuma meraukensis Val., 1913
- Curcuma montana Roxb.
- Curcuma mukhraniae R.Kr.Singh & Arti Garg
- Curcuma mutabilis Škorničk., M. Sabu & Prasanthkumar, 2004
- Curcuma myanmarensis (W.J.Kress) Škorničk.
- Curcuma nankunshanensis N.Liu, X.B.Ye & Juan Chen
- Curcuma neilgherrensis Wight, 1853
- Curcuma newmanii Škorničk.
- Curcuma oligantha Trimen, 1885
- Curcuma ornata Wall. ex Baker, 1890
- Curcuma pambrosima Škorničk. & N.S.Lý
- Curcuma papilionacea Soonthornk., Ongsakul & Škorničk.
- Curcuma parviflora Wall., 1830
- Curcuma parvula Gage, 1905
- Curcuma pedicellata (Chaveer. & Mokkamul) Škorničk.
- Curcuma peramoena Souvann. & Maknoi
- Curcuma petiolata Roxb., 1820
- Curcuma phaeocaulis Valeton, 1918
- Curcuma picta Roxb. ex Škorničk.
- Curcuma pierreana Gagnep., 1907
- Curcuma plicata Wall. ex Baker, 1890
- Curcuma prakasha S. Tripathi, 2001 publ. 2002
- Curcuma prasina Skornick.
- Curcuma pseudomontana J. Graham, 1839
- Curcuma purpurascens Blume, 1827
- Curcuma putii Maknoi & Jenjitt.
- Curcuma pygmaea Škorničk. & Šída f.
- Curcuma reclinata Roxb., 1810
- Curcuma rhabdota Sirirugsa & M.F. Newman, 2000
- Curcuma rhomba Mood & K. Larsen, 2001
- Curcuma roscoeana Wall., 1829
- Curcuma roxburghii M.A.Rahman & Yusuf
- Curcuma rubescens Roxb., 1810
- Curcuma rubrobracteata Škorničk., M. Sabu & Prasanthk., 2003
- Curcuma sahuynhensis Škorničk. & N.S.Lý
- Curcuma saraburiensis Boonma & Saensouk
- Curcuma sattayasaiorum Chaveer. & Sudmoon, 2008
- Curcuma scaposa (Nimmo) Škorničk. & M.Sabu
- Curcuma sessilis Gage
- Curcuma sichuanensis X.X. Chen, 1984
- Curcuma singularis Gagnep., 1907
- Curcuma sparganiifolia Gagnep., 1903
- Curcuma stenochila Gagnep., 1903
- Curcuma stolonifera Nob.Tanaka, K.Armstr. & M.M.Aung
- Curcuma strobilifera Wall. ex Baker, 1890
- Curcuma sulcata Haines, 1923
- Curcuma sumatrana Miq., 1861
- Curcuma supraneeana (W.J.Kress & K.Larsen) Škorničk.
- Curcuma sylvatica Valeton, 1918
- Curcuma thorelii Gagnep., 1907
- Curcuma tongii Y.H.Tan & Li X.Zhang
- Curcuma trichosantha Gagnep., 1907
- Curcuma vamana M. Sabu & Mangaly, 1988
- Curcuma viridiflora Roxb.
- Curcuma vitellina Škorničk. & H.Ð.Tran
- Curcuma wallichii M.A.Rahman & Yusuf
- Curcuma wilcockii M.A.Rahman & Yusuf
- Curcuma woodii N.H.Xia & Juan Chen
- Curcuma xanthella Škorničk.
- Curcuma yingdeensis N.H.Xia & Juan Chen
- Curcuma yunnanensis N. Liu & C. Senjen, 1987
- Curcuma zanthorrhiza Roxb., 1820
- Curcuma zedoaria (Christm.) Rosc., 1807 - zedoaria
- Curcuma zedoaroides Chaveer. & T. Tanee, 2008

## Usi
Le radici polverizzate giallo-ocra della curcuma sono l'ingrediente principale del curry. I rizomi vengono fatti bollire e quindi seccati in forno per ore e infine macinati per produrre un colorante alimentare o la spezia omonima.

## Adulterazione
Partite di curcuma in polvere di infima qualità sono state addizionate con Sudan, un colorante tossico, per migliorarne il colore.
Si produce curcumina sintetica ricca di derivati chimici non alimentari, che si usano nella sintesi.

La polvere di curcuma è aggiunta a molti cibi per conferirle un colore giallo, ma spesso invece di curcuma è venduto il colorante per tessuti Giallo di Metanilo e il Kesari Dhal, una pianta tossica. Questi prodotti che sostituiscono spesso la curcuma originale sono altamente cancerogeni. Nella confezioni di curcuma falsa è stata riscontrata anche della polvere di cromato di piombo, un colorante altamente tossico. Conseguenza è che all'analisi sono risultate contaminate anche molte partite di curry.